# Tidig sabellilja
Tidig sabellilja (Gladiolus italicus) är en växtart familjen irisväxter och förekommer naturligt på Azorerna, Madeira, Kanarieöarna och från Medelhavsområdet till Centralasien. Arten odlas ibland som trädgårdsväxt i Sverige.

## Synonymer
- Ballosporum segetum (Ker Gawl.) Salisb.
- Gladiolus bornetii Ardoino
- Gladiolus communis subsp. inarimensis (Guss.) Nyman
- Gladiolus commutatus Bouché
- Gladiolus dalmaticus Tausch ex Rchb.
- Gladiolus dubius Parl., nom. illeg.
- Gladiolus gawleri Jord., nom. illeg.
- Gladiolus guepinii K.Koch
- Gladiolus inarimensis Guss.
- Gladiolus infestus Bianca
- Gladiolus leucanthus Bouché
- Gladiolus ludovicae Jan ex Bertol.
- Gladiolus pallidus Bouché
- Gladiolus paui Sennen
- Gladiolus proteiflorus G.B.Romano ex Lutati
- Gladiolus segetalis St.-Lag.
- Gladiolus segetum Ker Gawl.
- Gladiolus segetum subsp. guepinii (K.Koch) Nyman
- Gladiolus segetum var. infestus (Bianca) Nyman
- Gladiolus segetum var. ludovicae (Jan ex Bertol.) Nyman
- Gladiolus segetum subsp. commutatus (Bouché) K.Richt.
- Gladiolus segetum subsp. inarimensis (Guss.) K.Richt.
- Gladiolus segetum subsp. ludovicae (Jan ex Bertol.) K.Richt.
- Gladiolus spathaceus Parl., nom. illeg.
- Gladiolus tenuiflorus K.Koch
- Gladiolus turkmenorum Czerniak.
- Sphaerospora segetum (Ker Gawl.) Sweet, nom. inval.